# Cenchrus agrimonioides
Cenchrus agrimonioides là một loài cỏ trong họ Poaceae, đặc hữu của Hawaii.